# Фолиация
Фолиация (от латински: folium – „лист“) е описателен термин в структурната геология, без вложен генетичен смисъл, описващ хомогенното разпространение на плоскостни структури в дадена скала. Разглеждат се два типа фолиации: първични (образувани едновременно с образуването на скалата) и вторични или наложени (резултат от деформация и/или метаморфизъм). Примери за първични фолиации са слоестостта в седиментните скали (предопределена от оформянето на отделни слоеве по време на седиментацията и литификацията) и плоскостния паралелизъм в магмени скали (образуван от закономерна подредба на минерали, агрегати, включения, ксенолити и др. по време на кристализацията на магмената топилка). Наложените фолиации са свързани с деформация вследствие на определена тектонска активност (тектонско събитие). При това образуваните в скалите планарни структури имат ориентировка, пряко свързана с ориентировката на силовото поле, причинило деформацията. Наложената фолиация е най-вече характерна за пластично деформирани скали, но може да се образува и в зони на катаклаза (зони на крехка деформация) – катакластична фолиация.
Фолиацията може да бъде дефинирана от разлики в минералния състав или в размера на минералните зърна, от предпочитана ориентировка на удължени или плочести зърна или агрегати, от плоскостни прекъснатости като микропукнатини, както и от сложни комбинации между изброените елементи.
В структурната геология е възприето първичните плоскостни структури да се отбелязват с S0. Наложените структури се бележат съответно с S1, S2 и т.н. където с индекс е отбелязано съответна тектонска фаза, при която е възникнала структурата. В някои случаи за описание на магматична фолиация се използва обозначението Sm.
В геоложката литература се срещат и термините „кливаж“, „шистозност“, „метаморфна ивичестост“, които писват в по-тесен смисъл специфични особености на плоскостните структури и взаимоотношенията им със скалообразуващите минерали. Влагането на генетичен смисъл, обаче, би следвало да се избягва, тъй като в редица случаи еднакви или твърде сходни плоскостни структури биха могли да възникнат вследствие на коренно различни процеси.